# کریستین سیناگل
کریستین سیناگل (فرانسوی: Christian Synaeghel‎؛ زادهٔ ۲۸ ژانویهٔ ۱۹۵۱) بازیکن سابق فوتبال اهل فرانسه است.
از باشگاه‌هایی که در آن بازی کرده‌است می‌توان به باشگاه فوتبال متس و باشگاه فوتبال سن-اتین اشاره کرد.
وی همچنین در تیم ملی فوتبال فرانسه بازی کرده‌است.